# Forlimpopoli
Forlimpopoli (romanyol nyelven Frampùl vagy Frampùla) település Olaszországban, Emilia-Romagna régióban, Forlì-Cesena megyében. Lakosainak száma 13 047 fő (2023. január 1.). Forlimpopoli Forlì, Bertinoro és Meldola községekkel határos.

## Népesség
A település lakossága az elmúlt években az alábbi módon változott:
| Lakosok száma | 13 228 | 13 294 | 13 047 |
|               | 2017   | 2018   | 2023   |